# Милевич, Матко
Матко Майкл Милевич (англ. Matko Mijael Miljevic; род. 9 мая 2001, Майами, Флорида, США) — американский футболист, атакующий полузащитник.
Матко родился в США в семье аргентинцев, которые переехали в штаты во время аргентинского кризиса. По линии деда у него есть хорватские корни и в 2018 году Милевич начал оформлять хорватский паспорт.

## Клубная карьера
Милевич — воспитанник клубов «Бока Хуниорс» и «Архентинос Хуниорс». 28 апреля в поединке Кубка Аргентины против «Сан-Лоренсо» Матко дебютировал за основной состав последнего. 27 августа в матче против «Уракана» он дебютировал в аргентинской Примере. 31 августа в поединке против «Химансия Ла-Плата» Матко забил свой первый гол за «Архентинос Хуниорс».
20 августа 2021 года Милевич присоединился к клубу MLS «Клёб де Фут Монреаль», подписав 3,5-летний контракт с опцией продления на сезон 2025. Свой дебют за «КФ Монреаль», 22 сентября в четвертьфинале Первенства Канады против «Галифакс Уондерерс», он отметил голом. В MLS он дебютировал 25 сентября в матче против «Коламбус Крю». 16 октября в матче против «Филадельфии Юнион» он забил свой первый гол в MLS. Из-за разрыва мениска левого колена, полученного во время предсезонного матча с «Хьюстон Динамо», Милевич пропустил первые два с лишним месяца сезона 2023.
13 сентября 2023 года стало известно, что Милевич, вопреки условиям своего контракта с «КФ Монреаль», сыграл три матча в любительской шоубольной лиге Квебека, где забил шесть голов и сделал две передачи. Кроме того, во время просмотра матча лиги он, как утверждается, плюнул и ударил игрока по лицу, в результате чего его выгнали из футбольного центра, где проходила игра, и пожизненно отстранили от участия в лиге.
18 сентября 2023 года MLS расторгла контракт с Милевичем за поведение, наносящее ущерб лиге, и нарушение его стандартного соглашения игрока.

## Достижения
Командные
 «Клёб де Фут Монреаль»
- Победитель Первенства Канады: 2021